# Imake

imake — устаревшая система автоматизации сборки, использующая препроцессор языка Си.
imake генерирует файлы для make на основе шаблонов, набора макросов препроцессора Си, и файл для каталогов Imakefile. Это позволяет устанавливать зависимости (такие как опции компилятора, альтернативные имена команд, специальные правила сборки) для отделения от описания собираемых единиц.
imake произошёл от X Window System и был частью её поставки, начиная с 11-й версии. С выходом X.org X11R7.0 был заменен на GNU autotools. X11R6.9 стал последней версией X.org, использовавшей imake; в настоящее время imake используется только XFree86.

## Дополнительные источники
- imake FAQ на сайте Высшего Регионального Центра Разработки штата Висконсин